# Фриленд, Кайл
Кайл Ричард Фриленд (англ. Kyle Richard Freeland, 14 мая 1993, Денвер, Колорадо) — американский бейсболист, питчер клуба Главной лиги бейсбола «Колорадо Рокиз».

## Карьера
Кайл Фриленд родился 14 мая 1993 года в Денвере. Он вырос в Хэмпден-Хайтс, юго-восточном пригороде города. В детстве он вместе с братом играл в бейсбол под руководством отца. Во время учёбы в школе имени Томаса Джефферсона Кайл также выступал за баскетбольную команду и играл в гольф, трижды квалифицировался на чемпионат штата. В последний год обучения он одержал восемь побед при двух поражениях с показателем пропускаемости ERA 1,39 и установил рекорд штата, сделав 145 страйкаутов.
После окончания школы Фриленд был выбран «Филадельфией Филлис» в 35 раунде драфта Главной лиги бейсбола. Клуб предлагал ему бонус в размере 250 тысяч долларов и оплату обучения в колледже. Кайл ранее уже письменно подтвердил намерение продолжить обучение в Университете Эвансвилла в Индиане и решил не отказываться от первоначальных планов. За колледж он выступал в течение трёх сезонов. На драфте Главной лиги бейсбола 2014 года его под общим восьмым номером выбрал клуб «Колорадо Рокиз».
Сезон 2014 года он провёл в фарм-командах системы «Колорадо» «Гранд-Джанкшн Рокиз» и «Ашвилл Туристс». Первые четыре месяца следующего сезона Фриленд пропустил из-за проблем с плечом и операции на локте. На поле он смог вернуться только в июле. В 2016 году Кайл выступал за «Хартфорд Ярд Гоутс» и «Альбукерке Изотопс».
В Главной лиге бейсбола Кайл дебютировал 7 апреля 2017 года в игре против «Лос-Анджелес Доджерс». Всего в регулярном чемпионате 2017 года он провёл на поле 156 иннингов с пропускаемостью 4,10, выиграл одиннадцать матчей, проиграл одиннадцать. В играх на своём поле его пропускаемость составила всего 3,72 — на тот момент второй показатель в истории для новичков команды.
В 2018 году Фриленд стал одним из лучших питчеров в лиге. В регулярном чемпионате он одержал семнадцать побед при семи поражениях с пропускаемостью 2,85, а на традиционно удобном для отбивающих стадионе «Курс-филд» его показатель пропускамости составил 2,40. В голосовании, определявшем обладателя Приза Сая Янга, Кайл занял четвёртое место. Сезон 2019 года стал для него провальным. В конце мая Фриленд был переведён в ААА-лигу и провёл шесть недель в составе «Альбукерке Изотопс». Всего в играх регулярного чемпионата он одержал три победы при одиннадцати поражениях с пропускаемостью 6,73.